# The Third Alarm (film, 1922)

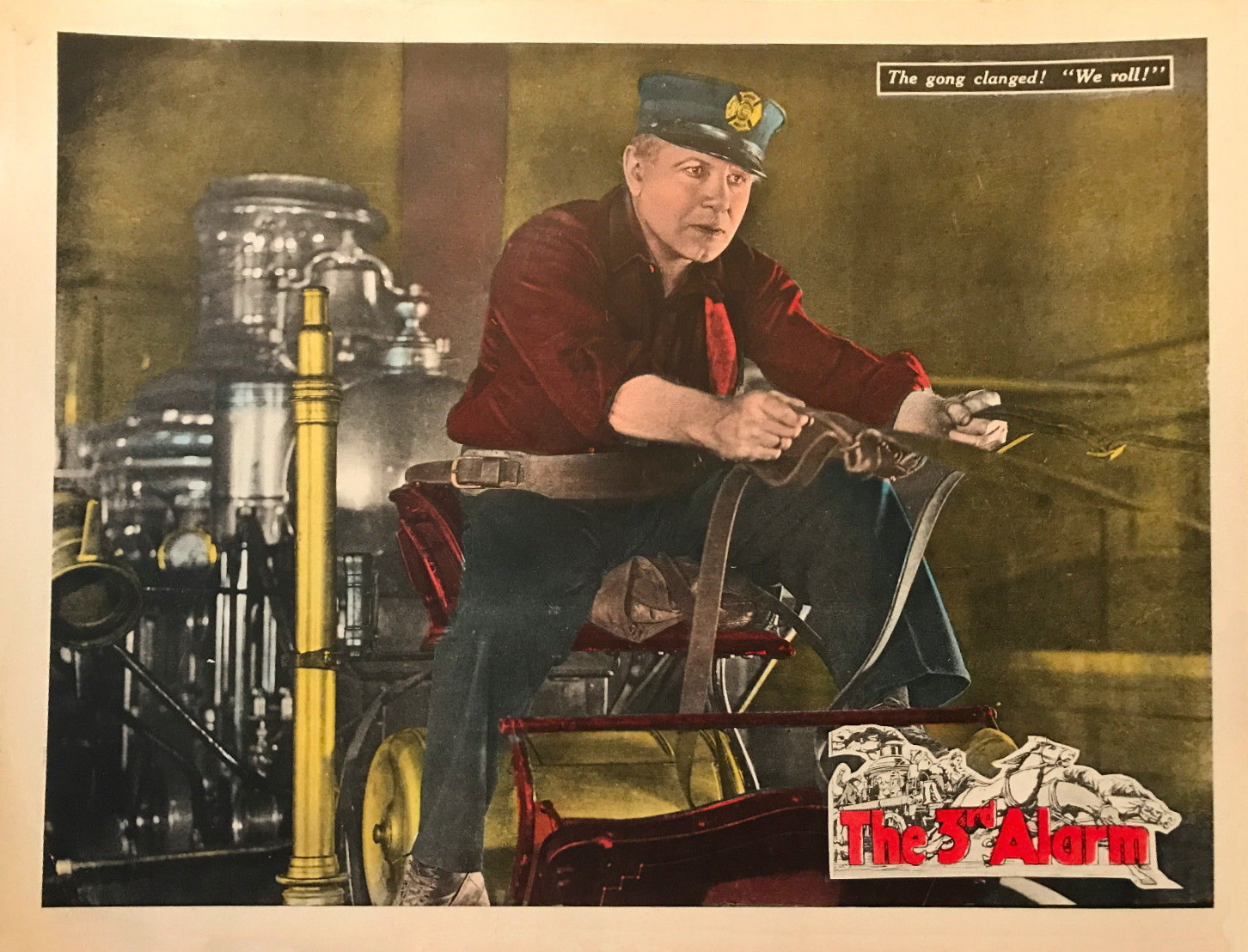
Carte promotionnelle du film.

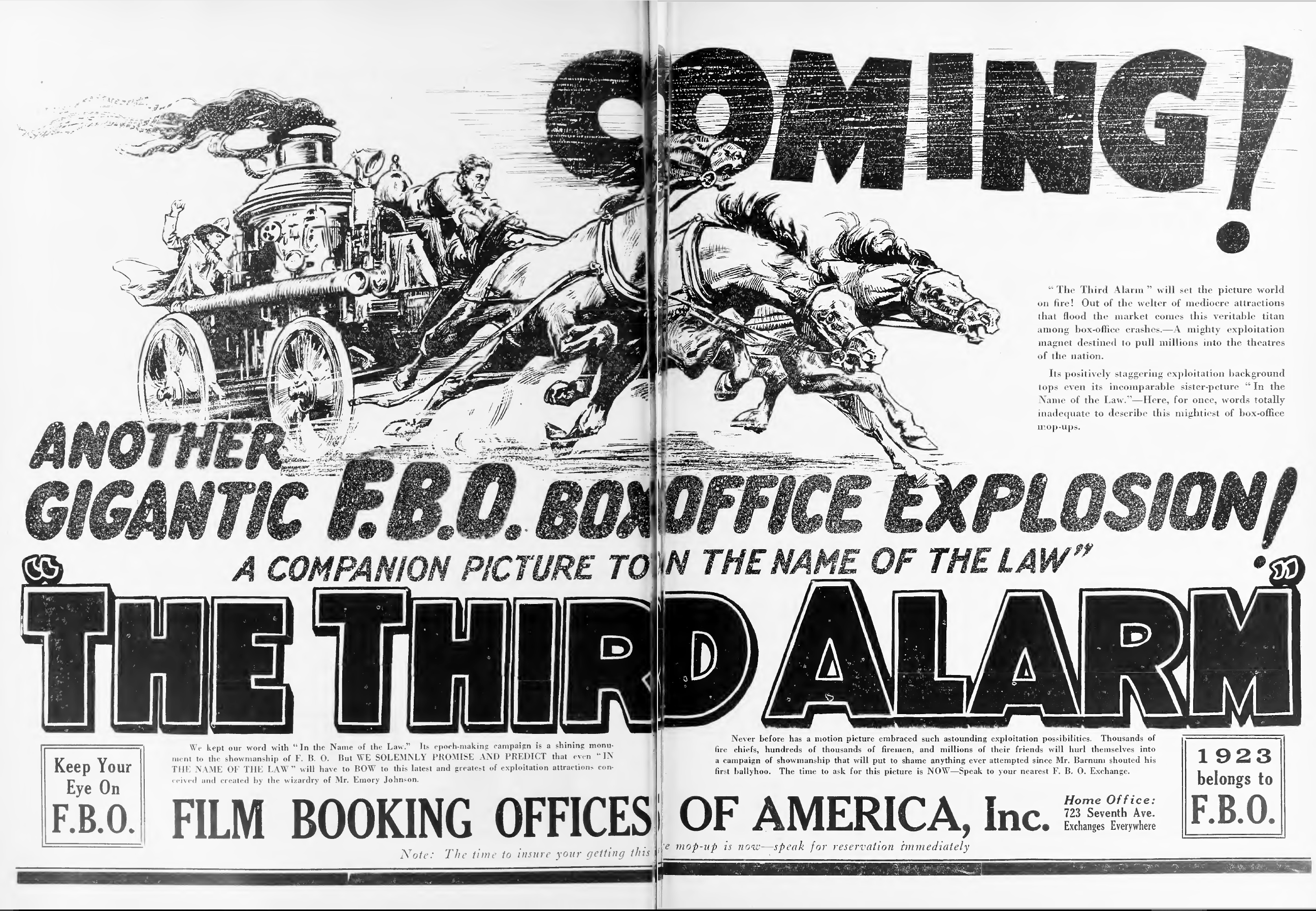
Annonce pour le film.

Pour l’article homonyme, voir The Third Alarm.
The Third Alarm est un film américain réalisé par Emory Johnson, sorti en 1922. Il a fait l'objet d'un remake en 1930 : The Third Alarm.

## Synopsis
Dan McDowell est un pompier vétéran et un conducteur de véhicule à incendie tiré par des chevaux. L'équipement de la caserne des pompiers est modernisée avec des camions motorisés, mais Dan ne peut s'adapter, ne sachant pas conduire ce type de véhicules. Son chef le met à la retraite avec une petite pension. Johnny, le fils de Dan, étudie pour devenir médecin. Dan l'encourage dans ses ambitions, mais n'arrive pas à financer à la fois ses études et sa famille. Il prend un travail d'éboueur. Dan est confronté à des circonstances difficiles, et Johnnie, n'ayant plus les moyens de payer ses études de médecine, travaille comme pompier. C'est alors que se déclenche une alarme d'incendie.

## Fiche technique
- Réalisation : Emory Johnson
- Scénario : Emilie Johnson
- Producteur : Pat Powers, Emory Johnson
- Photographie : Henry Sharp
- Distributeur : Film Booking Offices of America
- Durée : 7 bobines, 70 minutes
- Dates de sortie : 
  - États-Unis : 25 décembre 1922 Cleveland, Ohio[1]
  - États-Unis : 7 janvier 1923

## Distribution
- Ralph Lewis : Dan McDowell
- Johnnie Walker : Johnny McDowell
- Ella Hall : June Rutherford
- Virginia True Boardman : Mother McDowell
- Frankie Lee : Little Jimmie
- Wilbur Higby : Fire Chief Andrews
- Richard Morris : Dr.  Loren Rutherford
- Josephine Adair : Alice McDowell